# Giannīs Anastasiou
Giannīs Anastasiou (in greco: Γιάννης Αναστασίου; Arta, 5 marzo 1973) è un allenatore di calcio, dirigente sportivo ed ex calciatore greco, di ruolo attaccante.

## Carriera
Muove i suoi primi passi nel Preveza, società greca. Nel 1999 approda all'Anderlecht. In seguito - dopo aver trascorso tre stagioni e mezzo nelle file del Roda JC - passa all'Ajax.
Al termine della stagione la squadra vincerà il campionato olandese. Termina la carriera nel 2008. Da calciatore ha preso parte a 5 incontri con la selezione ellenica.
Appesi gli scarpini al chiodo, entra nello staff tecnico del Panathīnaïkos, in qualità di vice allenatore.
Nel 2010 passa nel settore giovanile dell'Ajax.
Il 16 gennaio 2013 sottoscrive un contratto di sei mesi con il Reading. Svolgerà l'incarico di vice allenatore della squadra.
Il 24 aprile 2013 viene nominato tecnico del Panathinaikos a partire dalla stagione successiva. Il 26 aprile 2014 vince il primo trofeo con il Panathinaikos, imponendosi per 4-1 contro il PAOK nella finale valida per la Coppa di Grecia. Il 2 novembre 2015 risolve consensualmente il contratto.

## Statistiche

### Cronologia presenze e reti in nazionale
| Cronologia completa delle presenze e delle reti in nazionale ― Grecia | Cronologia completa delle presenze e delle reti in nazionale ― Grecia | Cronologia completa delle presenze e delle reti in nazionale ― Grecia | Cronologia completa delle presenze e delle reti in nazionale ― Grecia | Cronologia completa delle presenze e delle reti in nazionale ― Grecia | Cronologia completa delle presenze e delle reti in nazionale ― Grecia | Cronologia completa delle presenze e delle reti in nazionale ― Grecia | Cronologia completa delle presenze e delle reti in nazionale ― Grecia |
| Data                                                                  | Città                                                                 | In casa                                                               | Risultato                                                             | Ospiti                                                                | Competizione                                                          | Reti                                                                  | Note                                                                  |
| --------------------------------------------------------------------- | --------------------------------------------------------------------- | --------------------------------------------------------------------- | --------------------------------------------------------------------- | --------------------------------------------------------------------- | --------------------------------------------------------------------- | --------------------------------------------------------------------- | --------------------------------------------------------------------- |
| 18-2-1998                                                             | Marousi                                                               | Grecia                                                                | 1 – 1                                                                 | Russia                                                                | Amichevole                                                            | -                                                                     | 86’                                                                   |
| 10-3-1999                                                             | Marousi                                                               | Grecia                                                                | 3 – 2                                                                 | Croazia                                                               | Amichevole                                                            | -                                                                     | 87’                                                                   |
| 31-3-1999                                                             | Riga                                                                  | Lettonia                                                              | 0 – 0                                                                 | Grecia                                                                | Qual. Euro 2000                                                       | -                                                                     | 77’                                                                   |
| 5-6-1999                                                              | Tbilisi                                                               | Georgia                                                               | 1 – 2                                                                 | Grecia                                                                | Qual. Euro 2000                                                       | -                                                                     | 61’                                                                   |
| 9-6-1999                                                              | Marousi                                                               | Grecia                                                                | 1 – 2                                                                 | Georgia                                                               | Qual. Euro 2000                                                       | -                                                                     | 60’                                                                   |
| Totale                                                                |                                                                       | Presenze                                                              | 5                                                                     |                                                                       | Reti                                                                  | 0                                                                     |                                                                       |

### Statistiche da allenatore
Statistiche aggiornate all'11 marzo 2025.
| Stagione             | Squadra              | Campionato           | Campionato | Campionato | Campionato | Campionato | Coppe nazionali | Coppe nazionali | Coppe nazionali | Coppe nazionali | Coppe nazionali | Coppe continentali | Coppe continentali | Coppe continentali | Coppe continentali | Coppe continentali | Altre coppe | Altre coppe | Altre coppe | Altre coppe | Altre coppe | Totale | Totale | Totale | Totale | % Vittorie | Piazzamento |
| Stagione             | Squadra              | Comp                 | G          | V          | N          | P          | Comp            | G               | V               | N               | P               | Comp               | G                  | V                  | N                  | P                  | Comp        | G           | V           | N           | P           | G      | V      | N      | P      | %          | Piazzamento |
| -------------------- | -------------------- | -------------------- | ---------- | ---------- | ---------- | ---------- | --------------- | --------------- | --------------- | --------------- | --------------- | ------------------ | ------------------ | ------------------ | ------------------ | ------------------ | ----------- | ----------- | ----------- | ----------- | ----------- | ------ | ------ | ------ | ------ | ---------- | ----------- |
| 2013-2014            | Panathīnaïkos        | SL                   | 40         | 22         | 9          | 9          | CG              | 9               | 7               | 0               | 2               | -                  | -                  | -                  | -                  | -                  | -           | -           | -           | -           | -           | 49     | 29     | 9      | 11     | 59,18      | 4°          |
| 2014-2015            | Panathīnaïkos        | SL                   | 40         | 25         | 7          | 8          | CG              | 5               | 2               | 2               | 1               | UCL+UEL            | 2+8                | 0+2                | 1+2                | 1+4                | -           | -           | -           | -           | -           | 55     | 29     | 12     | 14     | 52,73      | 2°          |
| lug.-nov. 2015       | Panathīnaïkos        | SL                   | 9          | 6          | 1          | 2          | CG              | 1               | 1               | 0               | 0               | UCL+UEL            | 2+2                | 1+0                | 0+2                | 1+0                | -           | -           | -           | -           | -           | 14     | 8      | 3      | 3      | 57,14      | Eson        |
| Totale Panathinaikos | Totale Panathinaikos | Totale Panathinaikos | 89         | 53         | 17         | 19         |                 | 15              | 10              | 2               | 3               |                    | 14                 | 3                  | 5                  | 6                  |             | -           | -           | -           | -           | 118    | 66     | 24     | 28     | 55,93      |             |
| 2016-2017            | Roda JC              | E                    | 34+2       | 7+1        | 12+1       | 15         | CO              | 1               | 0               | 0               | 1               | -                  | -                  | -                  | -                  | -                  | -           | -           | -           | -           | -           | 37     | 8      | 13     | 16     | 21,62      | 17°         |
| lug.-nov. 2017       | Kortrijk             | D1                   | 14         | 2          | 5          | 7          | CB              | 1               | 1               | 0               | 0               | -                  | -                  | -                  | -                  | -                  | -           | -           | -           | -           | -           | 15     | 3      | 5      | 7      | 20,00      | Eson        |
| nov. 2018-2019       | Omonia               | AK                   | 15+10      | 7+1        | 4+2        | 4+7        | KK              | 0               | 0               | 0               | 0               | -                  | -                  | -                  | -                  | -                  | -           | -           | -           | -           | -           | 25     | 8      | 6      | 11     | 32,00      | Sub, 6°     |
| lug.-nov. 2019       | Atromītos            | SLE                  | 10         | 3          | 2          | 5          | CG              | 0               | 0               | 0               | 0               | UEL                | 4                  | 2                  | 1                  | 1                  | -           | -           | -           | -           | -           | 14     | 5      | 3      | 6      | 35,71      | Eson        |
| 2021-2022            | Panaitōlikos         | SLE                  | 26+7       | 9+1        | 5+2        | 12+4       | CG              | 5               | 4               | 0               | 1               | -                  | -                  | -                  | -                  | -                  | -           | -           | -           | -           | -           | 38     | 14     | 7      | 17     | 36,84      | 11°         |
| 2022-2023            | Panaitōlikos         | SLE                  | 26+7       | 7          | 8+1        | 11+6       | CG              | 1               | 0               | 1               | 0               | -                  | -                  | -                  | -                  | -                  | -           | -           | -           | -           | -           | 34     | 7      | 10     | 17     | 20,59      | 11°         |
| Totale Panetolikos   | Totale Panetolikos   | Totale Panetolikos   | 52+14      | 16+1       | 13+3       | 23+10      |                 | 6               | 4               | 1               | 1               |                    | -                  | -                  | -                  | -                  |             | -           | -           | -           | -           | 72     | 21     | 17     | 34     | 29,17      |             |
| ago.-dic. 2023       | Kīfisias             | SLE                  | 13         | 1          | 5          | 7          | CG              | 1               | 1               | 0               | 0               | -                  | -                  | -                  | -                  | -                  | -           | -           | -           | -           | -           | 14     | 2      | 5      | 7      | 14,29      | Eson        |
| feb.-mag. 2024       | Omonia               | AK                   | 0+10       | 0+6        | 0+2        | 0+2        | KK              | 4               | 2               | 1               | 1               | -                  | -                  | -                  | -                  | -                  | -           | -           | -           | -           | -           | 14     | 8      | 3      | 3      | 57,14      | Interim, 3° |
| dic. 2024-2025       | Omonia               | AK                   | 15+1       | 9          | 3+1        | 3          | KK              | 2               | 2               | 0               | 0               | UECL               | 4                  | 1                  | 2                  | 1                  | -           | -           | -           | -           | -           | 22     | 12     | 6      | 4      | 54,55      | Sub         |
| Totale Omonia        | Totale Omonia        | Totale Omonia        | 30+21      | 16+7       | 7+5        | 7+9        |                 | 6               | 4               | 1               | 1               |                    | 4                  | 1                  | 2                  | 1                  |             | -           | -           | -           | -           | 61     | 28     | 15     | 18     | 45,90      |             |
| Totale carriera      | Totale carriera      | Totale carriera      | 279        | 107        | 70         | 102        |                 | 30              | 20              | 4               | 6               |                    | 22                 | 6                  | 8                  | 8                  |             | -           | -           | -           | -           | 321    | 128    | 79     | 114    | 39,88      |             |

## Palmarès

### Giocatore
- Supercoppa belga: 1

Anderlecht: 2000
- Campionato olandese: 1

Ajax: 2003-2004
- Supercoppa dei Paesi Bassi: 1

Ajax: 2005
- Coppa dei Paesi Bassi: 1

Ajax: 2005-2006

### Allenatore
- Coppa di Grecia: 1

Panathīnaïkos: 2013-2014